# Bu Njem
Bu Njem (ook: Bu Ndjem of Abu Nujaym) is een oase in Libië, bekend wegens de opgraving van het Romeinse fort Gholaia.
Hoewel Bu Njem ligt aan de Wadi Kebir, is het voor zijn watervoorziening aangewezen op een artesische bron. Dit maakt de plaats van strategisch belang: het is een van de weinige plaatsen in het achterland van Tripolitana waar een leger kan bivakkeren. De bezetting van Bu Njem is daarom verplicht voor wie Tripolitana verdedigt, of dat nu het Romeinse leger was of de Italiaanse troepen tijdens de Tweede Wereldoorlog.
Ten zuiden van het huidige dorpen liggen dan ook twee forten: een Ottomaanse versterking die ook door de Italianen is gebruikt, en een Romeins fort dat tussen 1967 en 1980 is opgegraven. Het is een van de twee puntgaaf bewaarde castella in Libië (het andere is Gheriat el-Garbia); samen maakten ze deel uit van de Limes Tripolitanus. Tot de meer tot de verbeelding sprekende vondsten behoort een grote collectie beschreven scherven (ostraca), die licht werpen op de dagelijkse gang in een Romeinse legerplaats.